# Haidemühl (Spremberg)

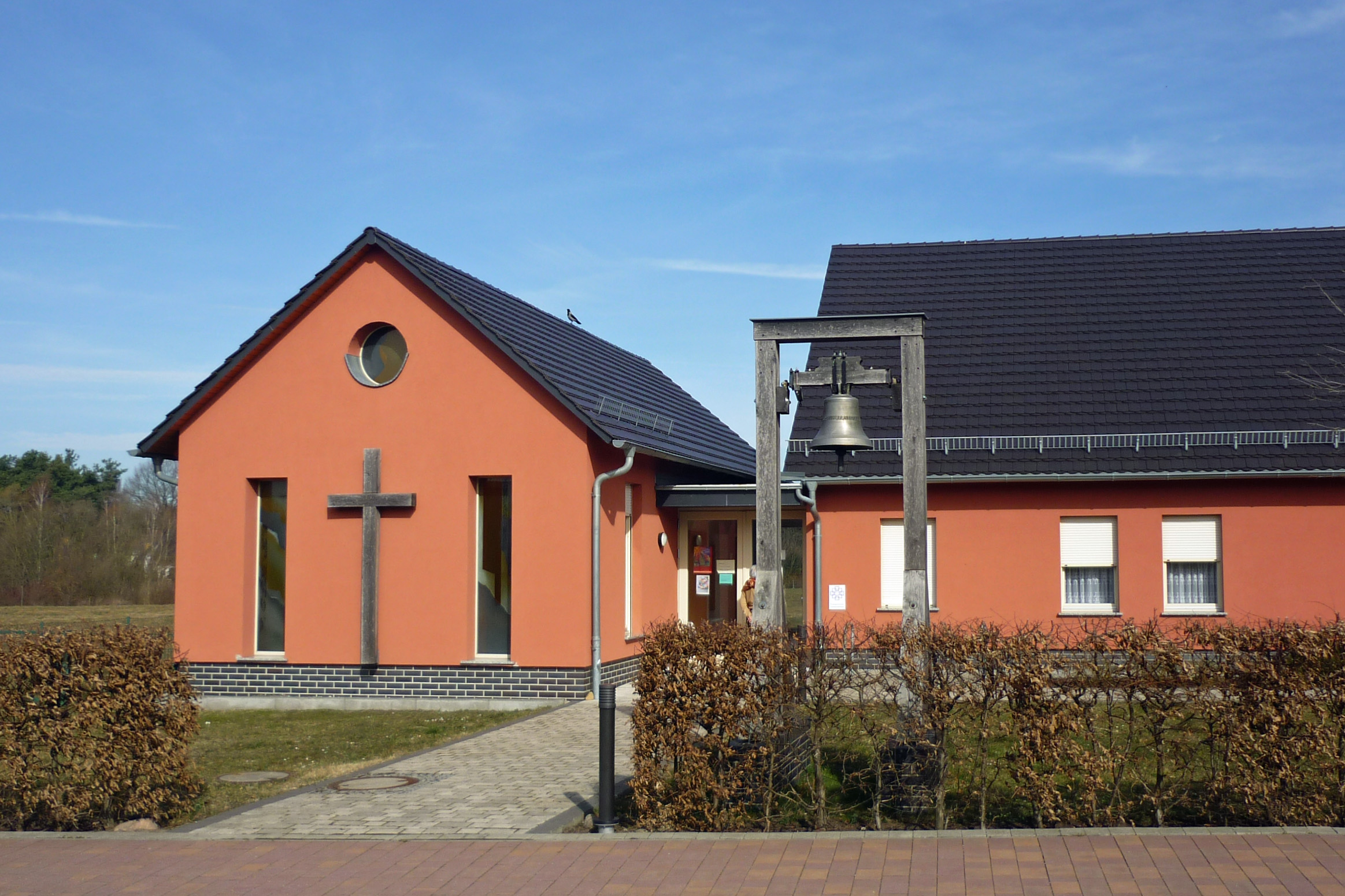
Kapelle Haidemühl

Haidemühl, niedersorbisch Gózdź, ist ein Ortsteil der Stadt Spremberg im Landkreis Spree-Neiße im Südosten des Landes Brandenburg. Der Ort entstand zwischen 2004 und 2006 in der Gemarkung von Sellessen als Umsiedlungsort für die Einwohner der devastierten Gemeinde Haidemühl und ist seit dem 17. Januar 2006 ein eigenständiger Ortsteil von Spremberg. Um den Ort von der Ursprungsgemeinde zu unterscheiden, die noch bis 2008 als Wohnplatz von Welzow bestand, wurde der Ort in der Anfangszeit auch Neu-Haidemühl genannt.

## Lage
Haidemühl liegt in der Niederlausitz, rund fünf Kilometer Luftlinie nordöstlich des Stadtzentrums von Spremberg und 18 Kilometer südsüdöstlich von Cottbus. Die Gemarkung von Haidemühl grenzt zu allen Seiten an den Ortsteil Sellessen. Umliegende Ortschaften sind Muckrow im Norden, Groß Luja im Osten, Slamen Ziegelei im Süden und Sellessen im Westen. Haidemühl gehört zum amtlichen Siedlungsgebiet der Sorben/Wenden in Brandenburg.

## Geschichte
Haidemühl war ursprünglich eine etwa zehn Kilometer westlich von Spremberg gelegene Gemeinde mit zuletzt rund 650 Einwohnern. Diese war erst eine Schneidemühle der damaligen Gemeinde Gosda, worauf sich der Ortsname zurückführen lässt. Ab etwa 1992 war Haidemühl für die Devastierung zugunsten des Braunkohlebergbaus vorgesehen. Nachdem die Abbaggerung der Gemeinde Haidemühl durch den Braunkohletagebau Welzow-Süd beschlossen wurde, wurde im Jahr 1999 eine Freifläche unmittelbar östlich des Spremberger Ortsteils Sellessen als Standort der Umsiedlung gewählt.
2002 wurde mit dem Bau von Haidemühl begonnen. 2005 wurde das Dorfgemeinschaftshaus gebaut. Im Juni 2005 hatte der zu dieser Zeit noch nicht offiziell gelistete Ort 411 Einwohner. Am 17. Januar 2006 wurde Haidemühl als Ortsteil von Spremberg in das Ortsteilverzeichnis des Landes Brandenburg aufgenommen. Ende Dezember 2006 wurde die Umsiedlung vollständig abgeschlossen. In Haidemühl entstanden 176 Mietwohnungen und 58 Eigenheime, eine Grundschule mit Kindertagesstätte, eine Turnhalle sowie das Biomasseheizkraftwerk Sellessen mit einer elektrischen Leistung von 2,8 Megawatt.
Haidemühl ist die jüngste Ortsneugründung in Brandenburg. Mit einem Durchschnittsalter von 43,7 Jahren weisen die rund 600 Einwohner von Haidemühl zudem das jüngste Durchschnittsalter aller Ortsteile von Spremberg auf. Ortsvorsteher ist zurzeit (Stand Juli 2020) Gunter Maltusch.

## Sehenswürdigkeiten

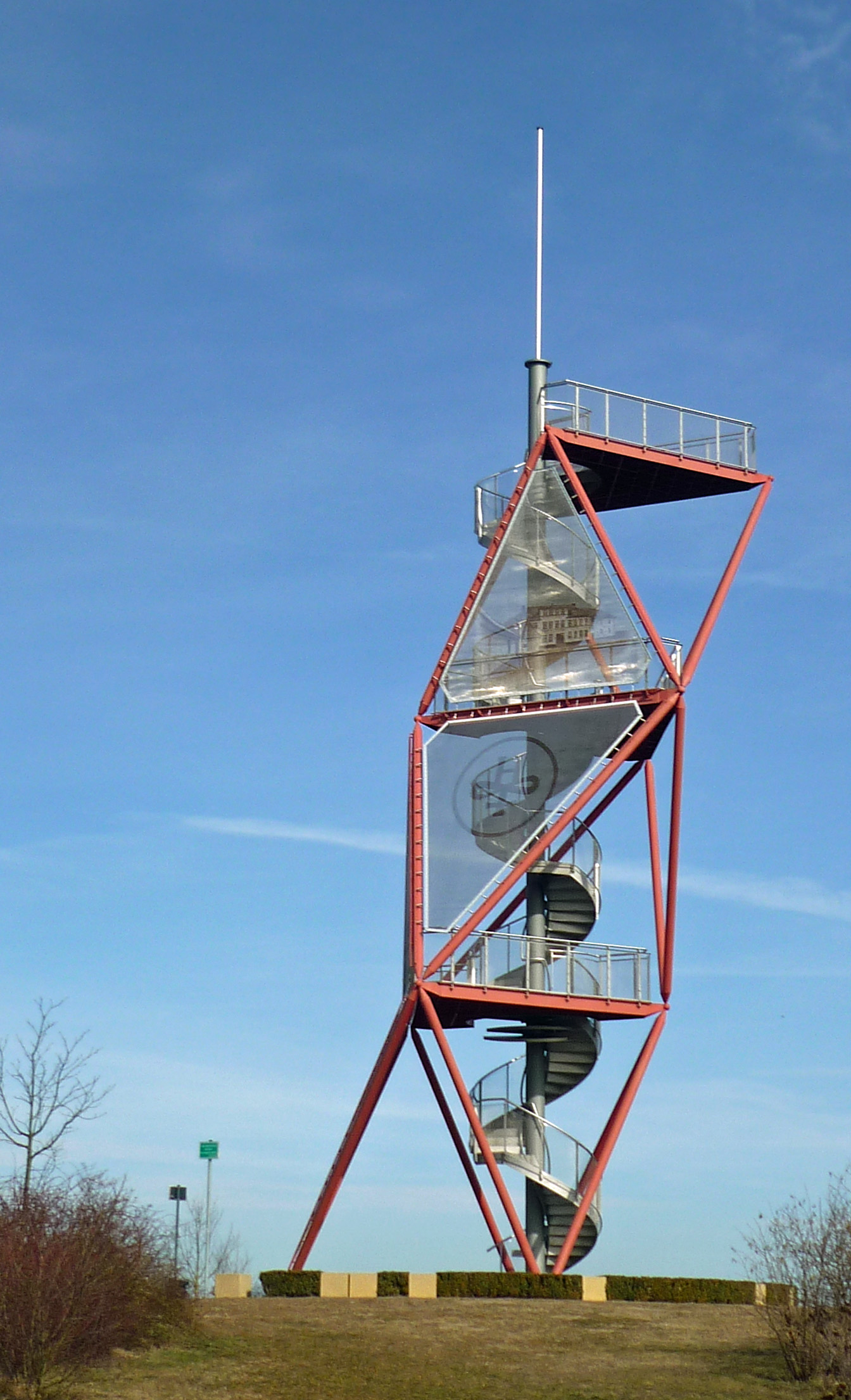
Aussichtsturm Haidemühl

Am westlichen Ortsrand von Haidemühl entstand 2006 ein 25,5 Meter hoher Aussichtsturm. Die Konstruktion besteht aus einer Spindeltreppe die zu drei versetzt zueinander stehenden Aussichtsplattformen führt. Die höchste Plattform befindet sich auf einer Höhe von 18 Metern.